# Xinyuictis tenuis
Xinyuictis tenuis és una espècie extinta de mamífer carnivoraforme. Es tracta de l'única espècie del gènere Xinyuictis. S'ha suggerit que és equivalent a Miacis, però finalment es decidí que eren diferents.